# Szhidnicja

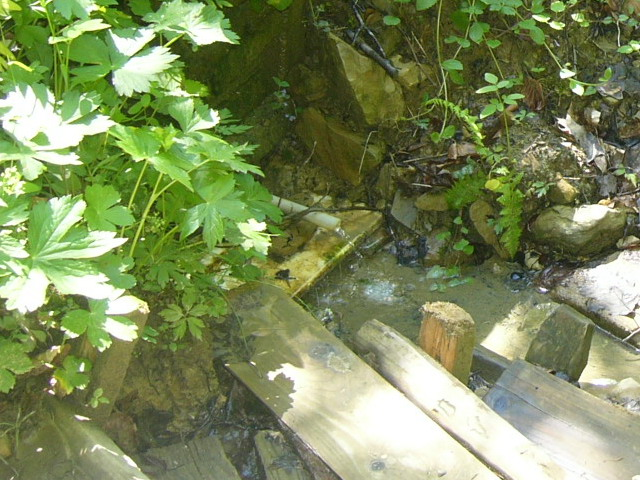
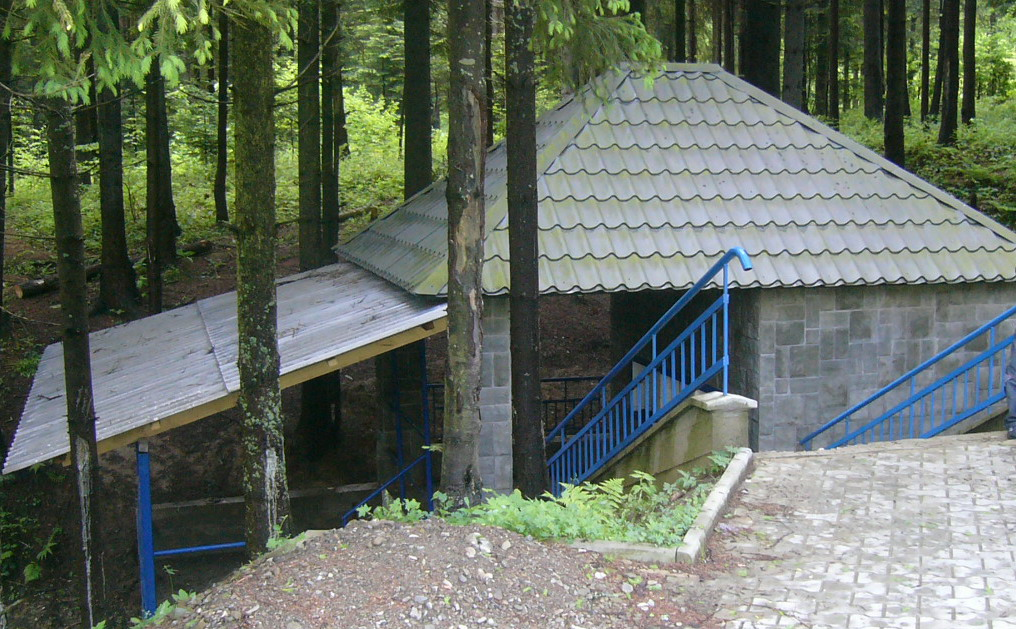
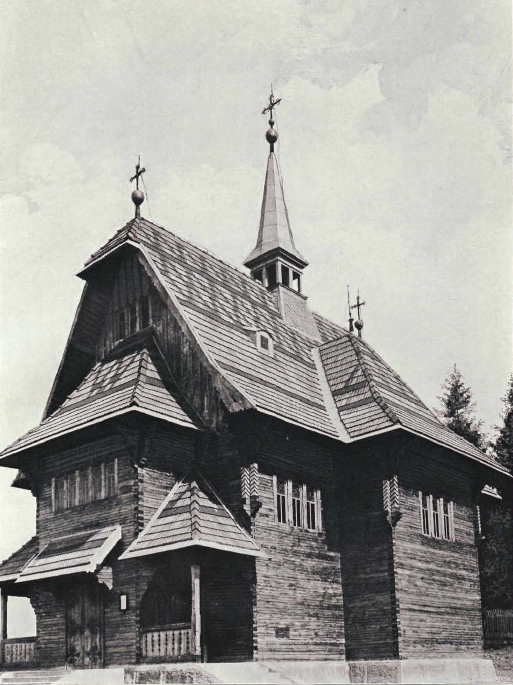
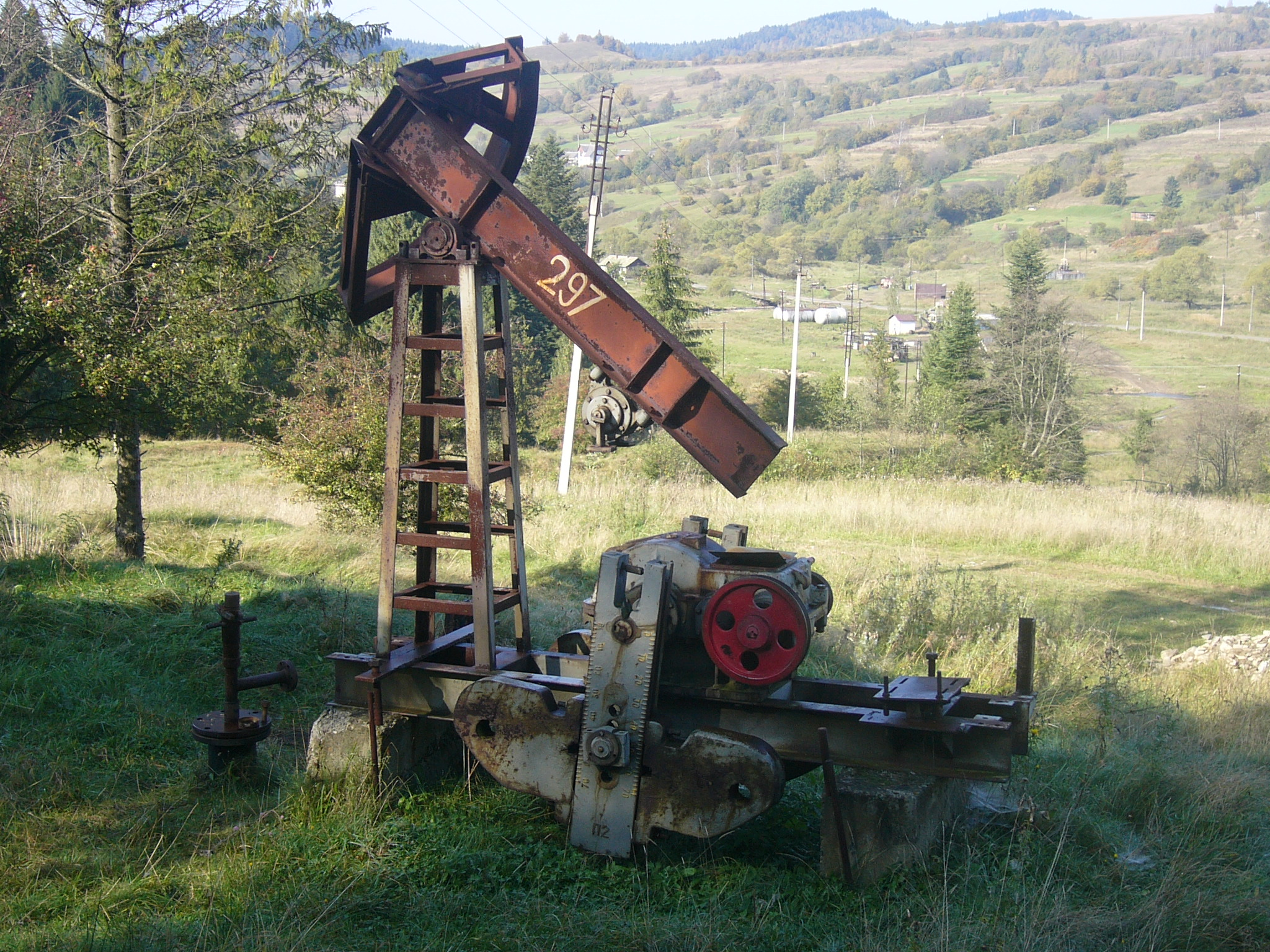
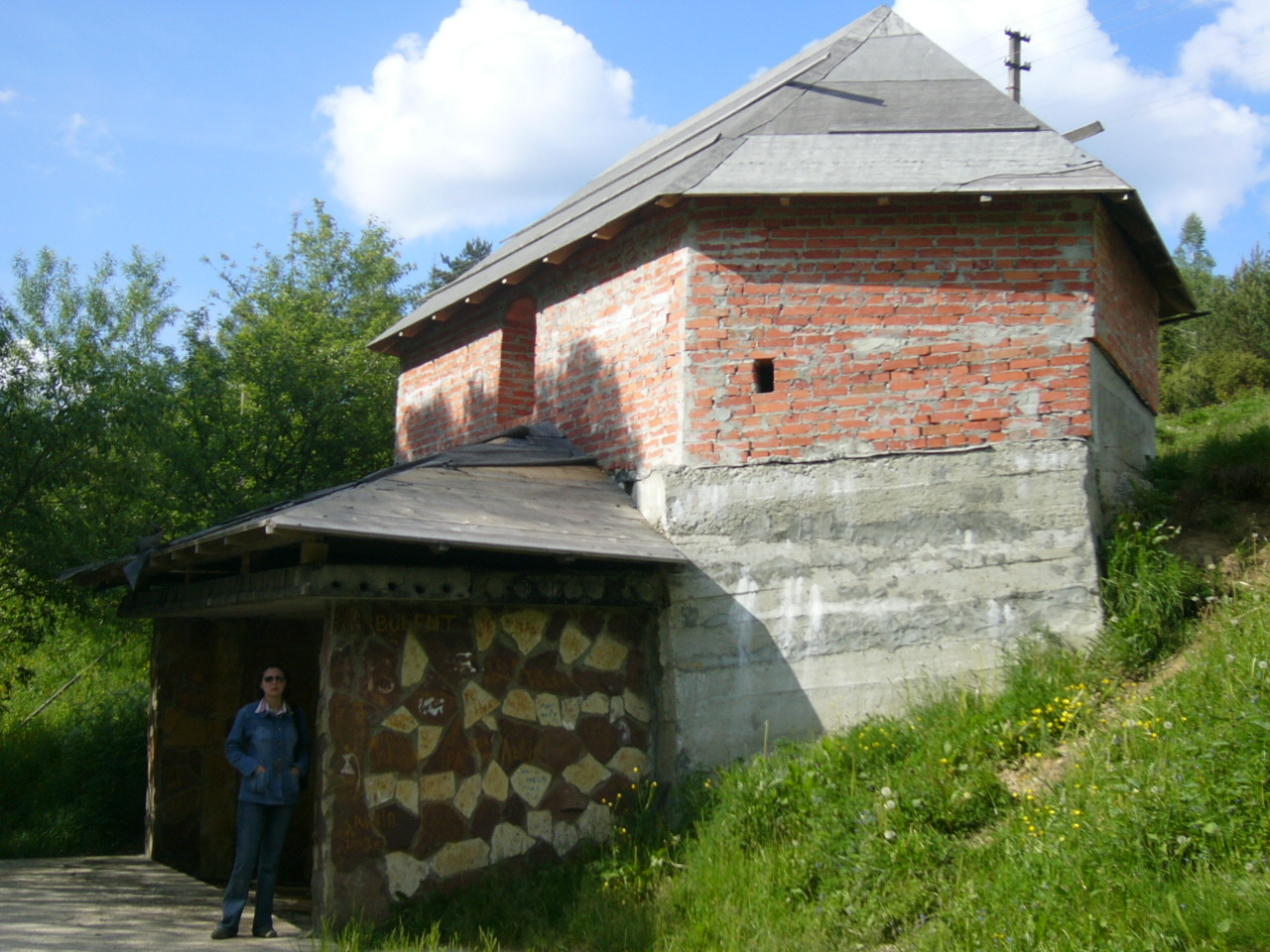
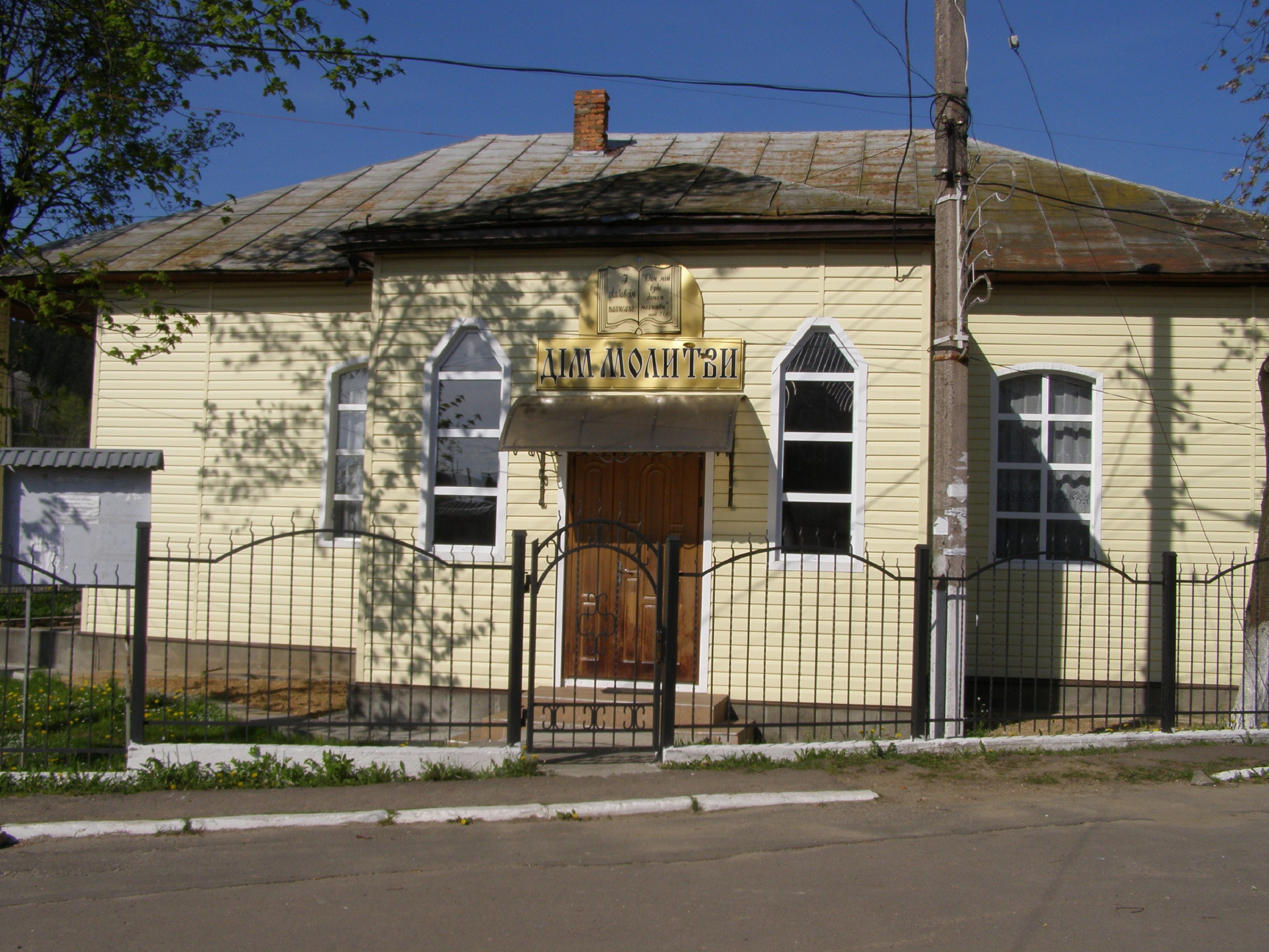

Szhidnicja (ukrán betűkkel: Східниця, lengyelül Schodnica) városi jellegű település Ukrajnában, a Sztrij-folyó völgyében, a Szkolei-Beszkidek lábánál. A Lvivi terület Drohobicsi járásához tartozik. 2001-ben 2,3 ezer lakosa volt. Elsősorban idegenforgalmi központ, környékén számos ásványvízlelőhely található. Boriszlavtól 8 km-re délnyugatra fekszik. Olajkészleteit az 1890-es években tárták fel és az 1930-as évekig tartott a kitermelés. 1965-ben 2,8 ezer lakosa volt.1976-ban hivatalosan is üdülőhellyé nyilvánították.

## Külső hivatkozások
- Turisztikai információk (ukránul)

1. ↑  http://pop-stat.mashke.org/ukraine-cities.htm